# 高滝ダム
高滝ダム（たかたきダム）は、千葉県市原市の二級河川・養老川に建設された県営の多目的ダム。ダム湖の名称は高滝湖（たかたきこ）。

## 歴史
房総半島中部を貫流する養老川はしばしば氾濫して流域に被害を与えていたが、十分な河川改修が施されていなかったため、流域住民からは本格的改修が望まれていた。これに加え、京葉工業地帯発展に伴う人口増に対応すべく、利根川以外の河川水源開発も必要とされるようになり、多目的ダムの建設計画が立てられた。
1958年（昭和33年）に建設候補地選定が行われ、1970年（昭和45年）4月から実施計画調査が開始。1974年（昭和49年）4月より建設事業が始まり、調査開始から20年後の1990年（平成2年）4月に完成した。

## 年表
- 1986年（昭和61年）12月21日 - 安全祈願祭[2]。
- 1987年（昭和62年）11月14日 - 定礎[3]。
- 1989年（平成元年）11月28日 - たん水式、貯水開始[4]。
- 1990年（平成2年）10月12日 - 完工式[5]。
- 1993年（平成5年）6月3日 - 給水開始[6]。
- 1995年（平成7年）11月1日 - 「水と彫刻の丘」展示棟開館[7]。

## 特徴
堤高24.5メートルの重力式コンクリートダムで、堤高に対して堤頂長が379メートルと長い。また、堤体積が総貯水容量と比較して小さく、効率の良い貯水が可能となっている。
1987年（昭和62年）から1989年（平成元年）にかけて行われた本ダムのコンクリート打設工事は、堤高が低く幅広の形状をしていることなどを考慮してベルトコンベヤ工法がとられた。この工法が用いられた例としては、小平ダム（北海道）と並ぶ初期のものであり、本州においては初の事例であった。

## 周辺
ダムに隣接して高滝ダム記念館が立地するほか、ダム湖周辺にレストランや水生植物園などがある。ダム湖の高滝湖ではブラックバス釣りや冬季にはワカサギ釣りなどが行われ、貸しボートも用意されている。
- 千葉県道173号南総月出線
- 千葉県道168号鶴舞馬来田停車場線
- 千葉県道81号市原天津小湊線
- 小湊鉄道線 高滝駅
- 市原湖畔美術館
- 首都圏中央連絡自動車道 高滝湖パーキングエリア

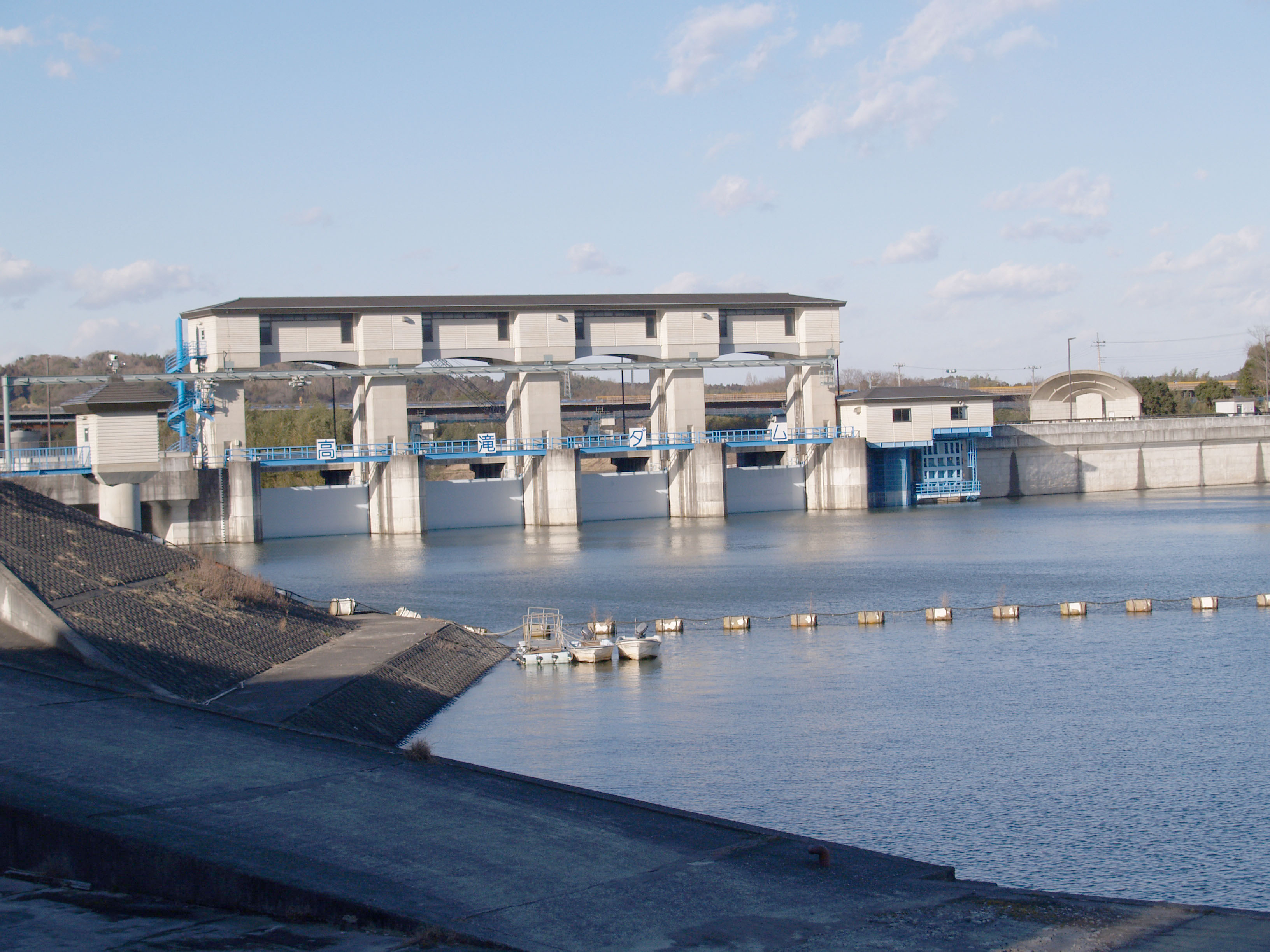
ダム上流側
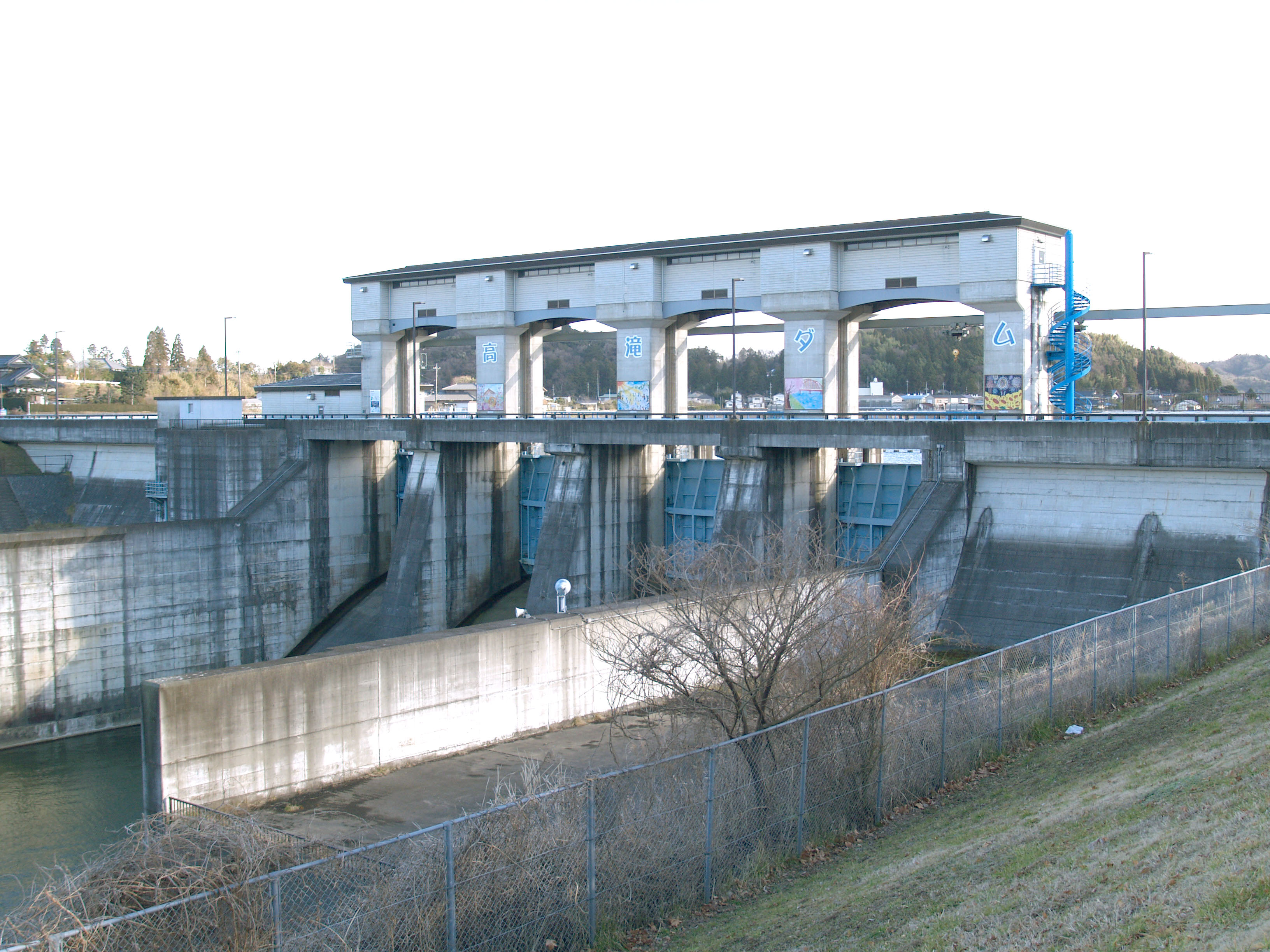
ダム下流側
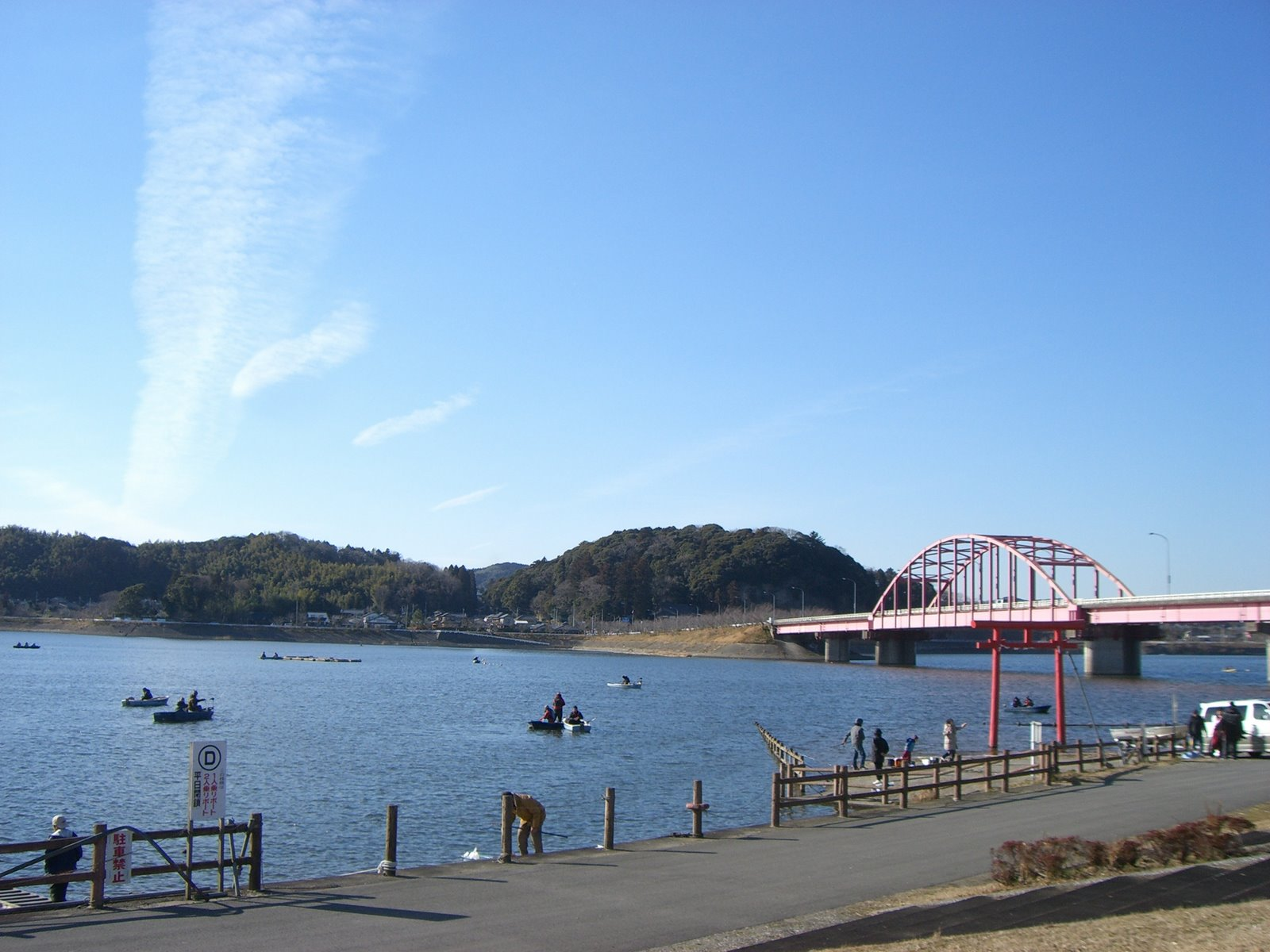
高滝湖
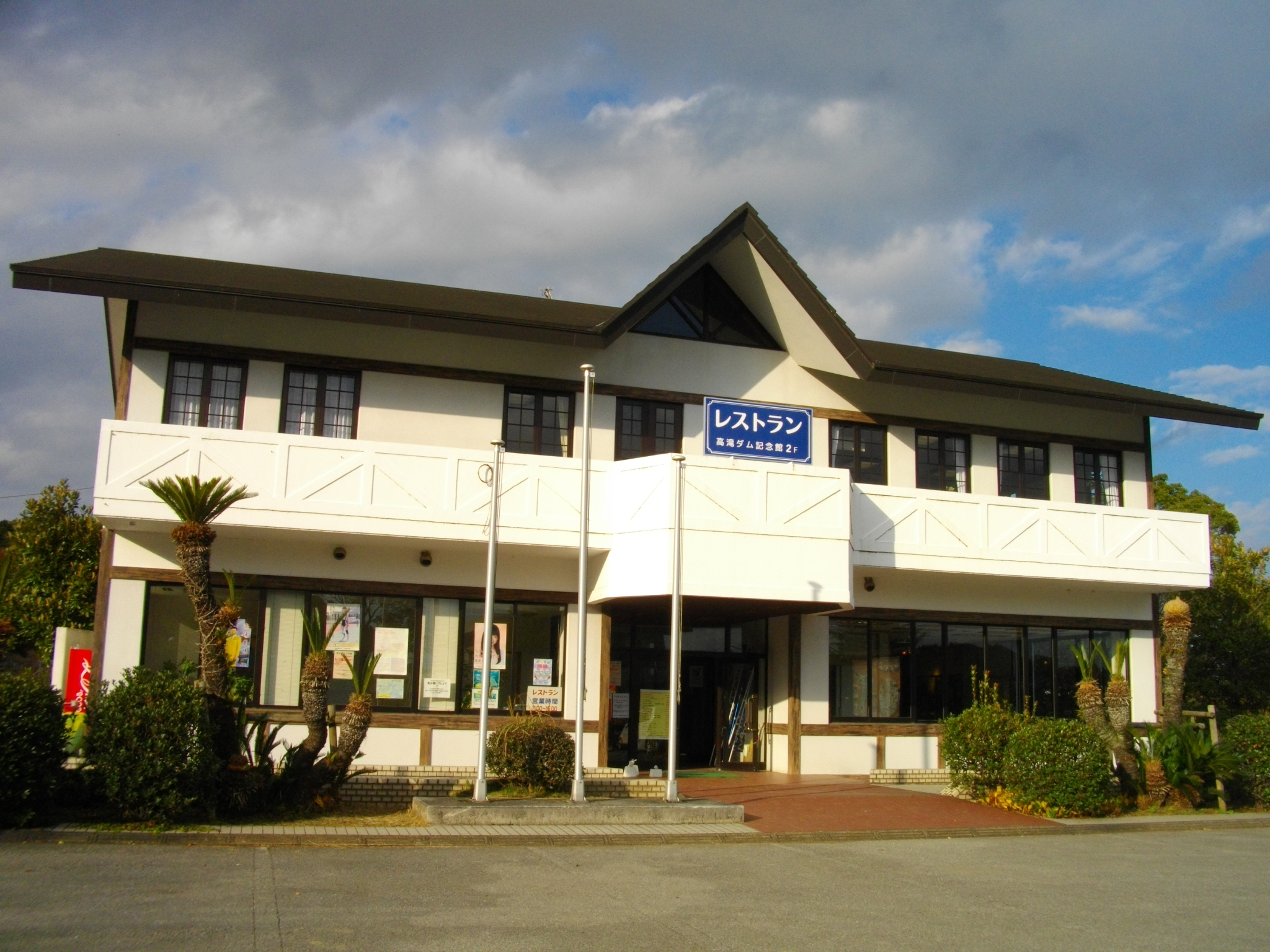
高滝ダム記念館

## アクセス
高速道路での最寄りインターチェンジは首都圏中央連絡自動車道（圏央道）市原鶴舞インターチェンジとなる。市原鶴舞インターチェンジより県道168号を経由して2km。
公共交通機関を利用する場合は小湊鉄道線高滝駅より1.6km。午前9時より午後4時までは駅レンタサイクル「100円チャリ」も利用できる。駅裏手の坂道を上った先が高滝湖・高滝湖畔美術館方面、反対方向がダム堤体・高滝ダム記念館方面である。

#### 広報資料・プレスリリースなど一次資料
1. 1 2 3 4  “施設の概要-高滝ダム”.  千葉県 (2012年11月13日). 2012年12月23日閲覧。
2. 1 2 3  “高滝ダムのおいたち”.   千葉県 (2010年12月16日). 2012年12月23日閲覧。
3. ↑  小湊鐵道公式ウェブサイト. “高滝駅”. 2016年3月25日閲覧。
4. ↑  小湊鐵道公式ウェブサイト. “レンタサイクル「１００円チャリ」の運用”. 2016年3月25日閲覧。